# علم دولة
علم الدولة هو علم الحكومة لدولة ذات سيادة في علم الرايات أو قد يكون علم ولاية اتحادية.

## علم الحكومة
علم الدولة يختلف عن العلم الوطني وهو معين خصيصًا ومقيد بالقانون أو بالعادات (نظريًا أو عمليًا) لاستخدامه بواسطة الحكومة أو مؤسساتها. وقد يُشار إليه أحيانًا باسم علم الحكومة. في دول كثيرة، يتطابق العلم المدني وعلم الدولة، ولكن في مناطق أخرى كأمريكا اللاتينية و‌أوروبا الوسطى و‌إسكندنافيا، علم الدولة معقد أكثر من العلم الوطني، وقد يتضمن شعار النبالة. الدول الإسكندنافية تستخدم أعلام الدولة خطافية الذيل لتمييزها عن الأعلام المدنية.
بالإضافة إلى ذلك، فإن بعض الدول لديها رايات دول، وهي أعلام منفصلة للاستخدام غير العسكري للسفن الحكومية كزوارق الخفر. كما أن أعلام الدول تختلف عن الأعلام الوطنية التي تستخدمها مؤسسات عسكرية؛ والتي يُشار إليها باسم علم حرب أو راية بحرية.

### دول لها أعلام دولة ومدنية مختلفة عن العلم الوطني

العلم المدني الاختياري لدولة إسبانيا
علم الدولة والعلم المدني لدولة إسبانيا
العلم المدني الاختياري لدولة الأرجنتين
علم الدولة والعلم المدني لدولة الأرجنتين
العلم المدني لدولة الإكوادور
علم دولة الإكوادور (مسموح بالاستخدام المدني)
العلم المدني وعلم دولة الأوروغواي
علم دولة بديل للأوروغواي (علم أرتيغاس)
علم دولة بديل للأوروغواي (علم الثلاثة والثلاثين)
العلم المدني لدولة الدنمارك
علم دولة الدنمارك
العلم المدني لدولة السلفادور
علم دولة السلفادور
علم دولة بديل لدولة السلفادور
العلم المدني وعلم الدولة البديل لألمانيا
علم دولة ألمانيا
علم الدولة والعلم المدني لدولة المجر (بنسبة 1:2)
العلم المدني البديل لدولة المجر (بنسبة 2:3)
علم الدولة الاختياري للمجر
العلم المدني لدولة النرويج
علم دولة النرويج
العلم المدني لدولة النمسا
علم دولة النمسا
العلم المدني الاختياري لدولة أندورا
علم الدولة والعلم المدني لدولة أندورا
العلم المدني لدولة آيسلندا
علم دولة آيسلندا
العلم المدني بحكم الأمر الواقع لدولة بلجيكا (بنسبة 2:3)
علم الدولة والعلم المدني الرسميان لدولة بلجيكا (بنسبة 13:15)
علم الدولة والعلم المدني لدولة بولندا
علم الدولة البديل والعلم المدني لدولة بولندا
العلم المدني لدولة بوليفيا
علم دولة بوليفيا
العلم المدني لدولة بيرو
علم دولة بيرو
علم الدولة والعلم المدني لدولة توفالو
علم دولة بديل لدولة توفالو
العلم المدني لدولة سان مارينو
علم دولة سان مارينو
العلم المدني لدولة صربيا
علم دولة صربيا
العلم المدني لدولة غواتيمالا
علم دولة غواتيمالا
العلم المدني لدولة فنزويلا
علم دولة فنزويلا
العلم المدني لدولة فنلندا
علم دولة فنلندا
العلم المدني لدولة كرواتيا (بنسبة 2:3)
علم دولة كرواتيا (بنسبة 1:2)
العلم المدني لدولة كوستاريكا
علم دولة كوستاريكا
علم الدولة والعلم المدني لدولة ليتوانيا
علم الدولة التاريخي لليتوانيا
العلم المدني لدولة موناكو
علم دولة موناكو
العلم المدني لدولة هايتي
علم دولة هايتي

## علم ولاية اتحادية
في البرازيل و‌أستراليا و‌الولايات المتحدة ودول اتحادية أخرى، قد يُستخدم للدلالة على أعلام الولايات الداخلية. للاطلاع على هذه الأعلام انظر:
- قائمة أعلام أستراليا
- قائمة أعلام البرازيل
- أعلام الولايات المتحدة
- أعلام ولايات ألمانيا